# George Wallington
George Wallington właśc. Giacinto Figlia (ur. 27 października 1924 w Palermo, zm. 15 lutego 1993 w Nowym Jorku – amerykański pianista jazzowy, kompozytor i aranżer.
Giacinto Figlia urodził się w Palermo, przy Via Perez, ale spędził na rodzinnej Sycylii tylko pierwsze siedem miesięcy swego życia, ponieważ w 1925 Pietro i Francesca Figlia wraz z dziećmi wyemigrowali do Stanów Zjednoczonych. Zamieszkali w Nowym Jorku i tam, pod kierunkiem ojca, Giacinto od najmłodszych lat rozwijał swój talent muzyczny. Pietro Figlia, który w Palermo był pieśniarzem, uczył syna solfeżu i gry na różnych instrumentach. Figlia, który przybrał później sceniczne nazwisko George Wallington, miał sześć lat gdy grał na skrzypcach i mandolinie, a mając lat dziewięć grał też na fortepianie. Uczył się najpierw w Vincent High School of New York a potem w Juilliard Graduate School. Jako szesnastolatek, w 1940 był już zawodowym muzykiem. Grał w niewielkich klubach, występując też ze swymi przyjaciółmi. Wkrótce pojawił się w okolicach Greenwich Village, gdzie np. pracując w klubie „George’s” grał nawet dla Billie Holiday (szukając zajęcia zawędrował też do Filadelfii, gdzie występował razem z Liberace).
W tym czasie rodził się właśnie bebop, a Wallington był jednym z niewielu (obok Ala Haiga i Dodo Marmarosy) białych pianistów, którzy zrozumieli na czym on polega i potrafili grać właśnie w ten sposób. Jego grę porównuje się często ze stylem Buda Powella, choć każdy z nich szedł własną drogą. Wallington był człowiekiem raczej zamkniętym w sobie i powściągliwym w wyrażaniu uczuć, tym bardziej zaskakiwał słuchaczy swą zdumiewającą, pełną błyskotliwej inwencji grą. Fakt, że Dizzy Gillespie właśnie jego – białego pianistę – zaangażował do swej pierwszej bebopowej grupy dobrze świadczył o jego talencie.
W 1943 grał już w nowojorskich klubach „Three Deuces” i w „Onyx Club” razem właśnie z Dizzym Gillespiem i Oscarem Pettifordem. Miał do nich dołączyć Charlie Parker, ale z powodu kłopotów z otrzymaniem karty kabaretowej przez Parkera, zastępował go Don Byas albo Lester Young. W klubie pojawiały się czasem i występowały wraz z nimi Billie Holiday i Sarah Vaughan. Z Charliem Parkerem grał natomiast podczas sesji, po których ukazała się płyta Charlie Parker with Strings (jednak nagrania z udziałem Wallingtona nie zostały wydane).
Od 1944 był przez rok członkiem zespołu Joe Marsali. Wallington miał być piątym członkiem zespołu tworzonego w 1952 przez Gerry’ego Mulligana, ale nie zdecydował się na przyjęcie zaproszenia od Mulligana i wyjazd do Los Angeles (zostając w ten sposób mimowolnym współtwórcą oryginalnego składu tej grupy, występującej bez pianisty).
Do 1953 występował więc z takimi muzykami jak: Dizzy Gillespie, Joe Marsala, Charlie Parker, Serge Chaloff, Georgie Auld, Allan Eager, Kai Winding, Terry Gibbs, Brew Moore, Al Cohn, Gerry Mulligan, Zoot Sims, Red Rodney i Lionel Hampton. Był też liderem własnych grup, z którymi nagrywał płyty dla wytwórni Savoy i Blue Note (1950). Z orkiestrą Lionela Hamptona odbył w 1953 krótkie tournée po Europie (nigdy wcześniej i nigdy później nie grał już z tak dużym zespołem). Dla Wallingtona tournée było krótsze niż planował. Protestując przeciw zwolnieniu w Paryżu piosenkarki zespołu Annie Ross, zrezygnował z dalszych występów.
Od 1954 do 1960 prowadził w Nowym Jorku zespoły, w składzie których byli nowi, nieznani lub mało znani, ale utalentowani muzycy: Donald Byrd, Jackie McLean, Paul Chambers czy Phil Woods. Z zespołami tymi nagrywał płyty dla wytwórni Prestige i Atlantic. Na co dzień grali m.in. w klubie „Café Bohemia”, gdzie Wallington był (po Oscarze Pettifordzie) dyrektorem muzycznym.
W 1960 (lub nawet w 1957) zrezygnował z występów (choć nie z grania muzyki) i wraz z ojcem i dwoma braćmi, Peterem i Anthonym, prowadził rodzinną firmę zajmującą się urządzeniami do klimatyzacji. Jego pasją w tym czasie stało się też krótkofalarstwo, a swoim domu przy East 37th Street posiadał nadajnik o dużej mocy.
Powrócił do muzyki dopiero w 1983. Okazało się bowiem, że jego osoba i dawne nagrania cieszą się sporym powodzeniem w Japonii. Po dwudziestu kilku latach wszedł znów do studia, aby nagrać trzy nowe – solowe – płyty. Przychylne przyjęcie wydawnictw zaowocowało w 1985 zaproszeniem go na Kool Festival (kontynuacja Newport Jazz Festival), ale to wydarzenie było już największym sukcesem jego powrotu.
Skomponował ok. 50 utworów; najbardziej znane to: „Lemon Drop” (nagrywany m.in. przez Woody’ego Hermana i Gene’a Krupę) i „Godchild” (nagrany też przez Milesa Davisa), ale również „Fair Lady” czy „Morning Dew”. Dwie pierwsze kompozycje zaliczane są do standardów bebopu. W wyniku współpracy Wallingtona z Buddym Goodmanem powstały także utwory „Way of There” i „My April Heart”.
Był żonaty z piosenkarką (i szefem działu PR w wytwórni Riverside) Billie Henry, która zmarła w 1989. Nie mieli dzieci. Mieszkali w Cape Coral na Florydzie. George Wallington zmarł 15 lutego 1993 w New York Hospital. Miał 69 lat.
Nienaganna elegancja muzyka wywoływała żarty Stana Getza, iż powinien on nazywać się „Lord Wallington”; stąd – po dodaniu imienia George – wziął się pseudonim pianisty.

## Dyskografia

### Jako lider
- The George Wallington Trio (Savoy, 1949–51) grali też: Kai Winding, Gerry Mulligan, Max Roach
- The George Wallingon Trios (OJC, 192-53) grali też: Charles Mingus, Oscar Pettiford, Max Roach, Curly Russell
- Trios (RCA Vogue, 1954) oraz: Pierre Michelot
- Live! at Cafe Bohemia (OJC, 1955) grali też: Donald Byrd, Jackie McLean, Paul Chambers, Art Taylor
- Jazz For The Carriage Trade (OJC, 1956) oraz Phil Woods
- The New York Scene (OJC, 1957)
- Jazz At Hotchkiss (Savoy, 1957) grali też: Donald Byrd, Phil Woods
- The Prestidigitator (East West, 1958) oraz J.R. Monterose
- The Pleasure Of A Jazz Inspiration (VSOP, 1985) fortepian solo
- The Workshop of the George Wallington Trio (Clef MG N-24) grali też: Art Taylor i Curly Russell

### Jako muzyk sesyjny
- Serge Chaloff: We the People Bop (Cool & Blue, 1946–49)
- Al Cohn: Cohn´s Tones (Savoy, 1950, 1954)
- Stan Getz: Early Getz (OJC, 1949–53)
- Gerry Mulligan: Mulligan Plays Mulligan (OJC, 1951)
- Annie Ross: Annie Ross Sings (OJC, 1952)
- Lionel Hampton: Oh! Rock (Natasha, 1953)
- Bobby Jaspar: Bobby Jaspar with George Walligton, Idrees Sulieman (OJC, 1957)